# Енпо
Енпо (延宝) је јапанска ера (ненко) која је настала после Канбун и пре Тена ере. Временски је трајала од септембра 1673. до септембра 1681. године и припадала је Едо периоду. Владајући монарх био је цар Реиген. Нова ера је именована као обележје великих несрећа попут пожара у граду Кјоту. Име ере Енпо значи "продужено богатство".

## Важнији догађаји Енпо ере
- 1673. (Енпо 1): Велики пожар у Кјоту.[3]
- 1673. (Енпо 1): У граду Еду отвара се продавница метражне производње Мицуи која у модерном периоду постаје пословни гигант.[4] Мицуи је данас једна од великих заибацу компанија у Јапану.
- 10. мај 1674. (Енпо 2, пети дан четвртог месеца): Инген Рјуки оснивач Обаку секте као огранка јапанског Зен будизма умире у храму Мампукуџи који је основао у Кјоту.[3]
- 1675. (Енпо 3): Избија пожар у Кјоту.[3]
- 1675. (Енпо 3): Шогунат истражује Бонин острва (острва Огасавара) која су случајно откривена када је олуја одвукла један јапански брод за Едо на та острва. Новопронађена територија припојена је Јапану.[5]
- 7. април 1680. (Енпо 8, осми дан трећег месеца): Умире Токугава Ијецуна, четврти шогун Токугава шогуната. Као наследник именован је Токугава Цунајоши као пети Токугава шогун.[3]